# Шив сена
Шив сена или Шивсена (санскр. शिव सेना, «Армия Шивы») — индийская националистическая ультраправая политическая партия, основанная в 1966 году. Основателем и бессменным руководителем партии был Бал Тэкерей. «Шив сена» относится к индуистским националистическим партиям (хиндутва). Традиционно наибольшей поддержкой партия пользуется в Махараштре и Гоа; Мумбаи считается главным оплотом «Шив сены».
На национальном уровне и в Махараштре традиционный союзник «Шив сены» — «Бхаратия джаната парти» (БДП); «Шив сена» входит в Национально-демократический альянс. В 1999—2004 гг. партия была представлена 15 членами в Лок сабхе, причём в 2002—2004 гг. член партии Манохар Джоши был спикером нижней палаты. В те же годы коалиция «Шив сена» — БДП правила и в Махараштре. На федеральных выборах в мае 2004 г. «Шив сена» получила 11 мест, а осенью того же года на выборах в Махараштре потерпела поражение от коалиции Индийский национальный конгресс — Партия националистического конгресса.
В ряде источников партия характеризуется как экстремистская.